# Czanyż
Czanyż (ukr. Чаниж) – wieś na Ukrainie. W obwodzie lwowskim, w rejonie złoczowskim. Liczy 683 mieszkańców.
Wieś prawa wołoskiego, położona była w drugiej połowie XV wieku w województwie bełskim. Czanyż był wsią starostwa grodowego buskiego na początku XVIII wieku. W latach 1772–1918 wieś należała do austriackiej Galicji. Za II Rzeczypospolitej do 1934 roku wieś stanowiła samodzielną gminę jednostkową w powiecie kamioneckim w woj. tarnopolskim. W związku z reformą scaleniową została 1 sierpnia 1934 roku włączona do nowo utworzonej wiejskiej gminy zbiorowej Grabowa w tymże powiecie i województwie. Okupowana przez ZSRR 1939-1941. W latach 1941–1944 pozostawała pod okupacją niemiecką w dystrykcie Galicja Generalnego Gubernatorstwa. 
W 1944 nacjonaliści ukraińscy z OUN-UPA zamordowali tutaj 15 Polaków i Ukraińców, w tym też osoby z rodzin mieszanych.
Po wojnie wieś weszła w struktury administracyjne Związku Radzieckiego.
Do 19 lipca 2020 r. w rejonie buskim. 